# Виго (аэропорт)
Аэропорт Виго (галис. Aeroporto de Vigo, исп. Aeropuerto de Vigo) (ИАТА: VGO, ИКАО: LEVX)) — международный аэропорт, расположенный в 8 км от города Виго. 

## История
К 1927 году испанское правительство решило построить таможенный аэропорт в Галисии. Строительство началось в 1929 году, но прерывалось. Аэропорт был построен в 1952 году. Первый рейс выполнила авиакомпания Iberia по маршруту Мадрид-Виго. Из-за прироста трафика, в 1973 году была построена новая диспетчерская вышка, а в 1974 году был построен новый терминал.
В 1981 году из аэропорта выполнен первый международный рейс в Париж Шарль-де-Голль.
В настоящее время аэропорт будет существенно модернизирован

## Транспорт
В аэропорт можно добраться из города Виго и из северной Португалии. В аэропорт можно добраться на автобусе и на поезде.